# Udiča
Udiča je naseljeno mjesto u okrugu Považská Bystrica u Trenčínskom kraju u Slovačkoj.

## Stanovništvo
| Godina:     | 1993. | 2003.   | 2013.   | 2023.   |
| ----------- | ----- | ------- | ------- | ------- |
| Broj ljudi: | 2225  | 2216    | 2169    | 2228    |
| Razlika:    |       | -0,40 % | -2,12 % | +2,72 % |

| Godina:     | 2022. | 2023.   |
| ----------- | ----- | ------- |
| Broj ljudi: | 2200  | 2228    |
| Razlika:    |       | +1,27 % |

Prema podatcima o broju stanovnika iz 2023. godine naselje je imalo 2228 stanovnika.

## Vanjske poveznice
|  | Zajednički poslužitelj ima još gradiva o temi Udiča |

- Službena stranica naselja (sl.)